# Ekateríni Sakellaropoúlou
Ekateríni Sakellaropoúlou (en grec moderne : Αικατερίνη Σακελλαροπούλου), ou Katerína Sakellaropoúlou (Κατερίνα Σακελλαροπούλου, /kateˈrina sakelaroˈpulu/), née le 30 mai 1956 à Thessalonique (royaume de Grèce), est une juge et femme d'État grecque.
D'abord présidente du Conseil d'État entre 2018 à 2020, elle est élue présidente de la République hellénique en 2020 et devient alors la première femme à occuper cette fonction.

## Biographie

### Origines
Ekateríni Sakellaropoúlou est née à Thessalonique en 1956. Sa famille est originaire de Stavroúpoli, actuel dème de Pávlos Melás.
Son père, Nikólaos Sakellarópoulos, a été notamment vice-président de la Cour de cassation.

### Vie privée
Compagne de l'avocat Pávlos Kotsónis, Ekateríni Sakellaropoúlou est mère d'une fille née d'un précédent mariage.

### Études et carrière juridique
Ekateríni Sakellaropoúlou étudie le droit constitutionnel à l'université nationale et capodistrienne d'Athènes et complète ses études supérieures en droit de l'environnement à l'université Panthéon-Assas, en France. Au milieu des années 1980, elle est admise au Conseil d'État grec et est promue au poste de conseillère en 2000.
En octobre 2015, elle est nommée vice-présidente du Conseil d'État, puis, en octobre 2018, présidente de l'institution,.

### Présidente du Conseil d'État
Ekateríni Sakellaropoúlou acquiert une notoriété supplémentaire en devenant la première femme à accéder à la tête de la plus haute cour du pays. Sa sensibilité aux questions de liberté civile, d'écologie et des droits des minorités et des réfugiés, incite le gouvernement SYRIZA d'Aléxis Tsípras à soutenir sa candidature pour cette fonction. Sa nomination à la présidence du Conseil d'État grec est considérée par certains comme une volonté, de la part de ce gouvernement, de démontrer du respect pour cette institution,,.
Elle publie régulièrement dans des revues académiques. Elle a également contribué à l'ouvrage Crise financière et protection de l'environnement dans la jurisprudence du Conseil d'État (en grec moderne : Οικονομική κρίση και προστασία του περιβάλλοντος στη νομολογία του Συμβουλίου της Επικρατείας),.

### Élection présidentielle de 2020
Alors que le mandat du président sortant Prokópis Pavlópoulos touche à sa fin, le Premier ministre conservateur Kyriákos Mitsotákis propose le nom d'Ekateríni Sakellaropoúlou pour sa succession. L'annonce est faite lors d'une allocution, quelques jours avant le scrutin présidentiel.
Considérée comme une personnalité progressiste quoique indépendante, Ekateríni Sakellaropoúlou obtient rapidement l'appui de la Nouvelle Démocratie, dirigée par le Premier ministre, ainsi que de SYRIZA et du Mouvement pour le changement (KINAL).
D'après le chef de l'opposition parlementaire Aléxis Tsípras, « [elle] a toujours vigoureusement servi la justice, la protection des droits individuels et la neutralité religieuse de l’État ». Selon lui, son élection « récompensera les valeurs progressistes qu’elle a défendues en tant que juge »,,.
Seule candidate, Sakellaropoúlou obtient 261 suffrages lors du vote et devient alors la première femme élue à la présidence de la République hellénique. Sa victoire est considérée comme un événement majeur, alors que la société grecque demeure patriarcale et discriminante envers les femmes.

### Présidente de la République
Ekateríni Sakellaropoúlou prête serment devant le Parlement grec et est investie présidente de la République hellénique le 13 mars 2020, succédant à Prokópis Pavlópoulos et devenant la première femme à exercer cette fonction. Compte tenu des restrictions sanitaires imposées pour lutter contre la Covid-19, seules quelques personnalités assistent à sa cérémonie d'investiture.
Après la mort de Constantin II, dernier roi des Hellènes, en janvier 2023, elle refuse d'assister aux funérailles de celui-ci.
Au lendemain des élections législatives de mai 2023, Sakellaropoúlou charge Kyriákos Mitsotákis puis Aléxis Tsípras de former un gouvernement mais leur refus respectif de composer une coalition majoritaire conduit Ekateríni Sakellaropoúlou à nommer le président de la Cour des comptes Ioánnis Sarmás au poste de Premier ministre en attendant de nouvelles élections,.

## Distinctions

### Décorations nationales
- Grand maître et grand-croix de l'ordre du Sauveur (ex officio en tant que présidente de la République)
- Grand maître et grand-croix de l'ordre de l'Honneur (ex officio en tant que présidente de la République)
- Grand maître et grand-croix de l'ordre du Phénix (ex officio en tant que présidente de la République)
- Grand maître et grand-croix de l'ordre de Bienfaisance (ex officio en tant que présidente de la République)

### Décorations étrangères
- Grand collier de l'ordre de Makarios III (Chypre, 21 septembre 2020)
- Chevalier grand-croix au grand cordon de l'ordre du Mérite de la République italienne‎ (6 octobre 2020)
- Grand collier de l'ordre du Nil (Égypte, 11 novembre 2020)
- Membre de l'ordre pour les Mérites exceptionnels (Slovénie, 2021)
- Grand-croix avec collier de l'ordre de l'Infant Dom Henri (Portugal, 28 mars 2022)
- Grand cordon de l'ordre de Léopold (Belgique, 2 mai 2022)
- Grand-croix de l'ordre de la Croix blanche (Slovaquie, 6 septembre 2022)
- Grand-croix de l'ordre du Lion néerlandais (Pays-Bas, 31 octobre 2022)
- Grand-croix de l'ordre de Stara Planina (Bulgarie, 8 décembre 2022)